# Сливен
Сли́вен (болг. Сливен; до 1945 року Сливень) — місто у південно-східній частині Болгарії, розташоване у районі міст Нова Загора і Ямбол. Сливен — восьме за чисельністю населення місто країни і є адміністративним центром Сливенської общини та Сливенської області. На відстані 102 км на схід від міста розташований найбільший порт Болгарії — Бургас. Сливен відомий як місце народження Хаджи Димитира — воєводи, революціонера, національного героя Болгарії. Назва міста семантично походить від злиття в межах Сливена трьох річок — Асеновська, Новоселська та Манастирська.

## Розташування

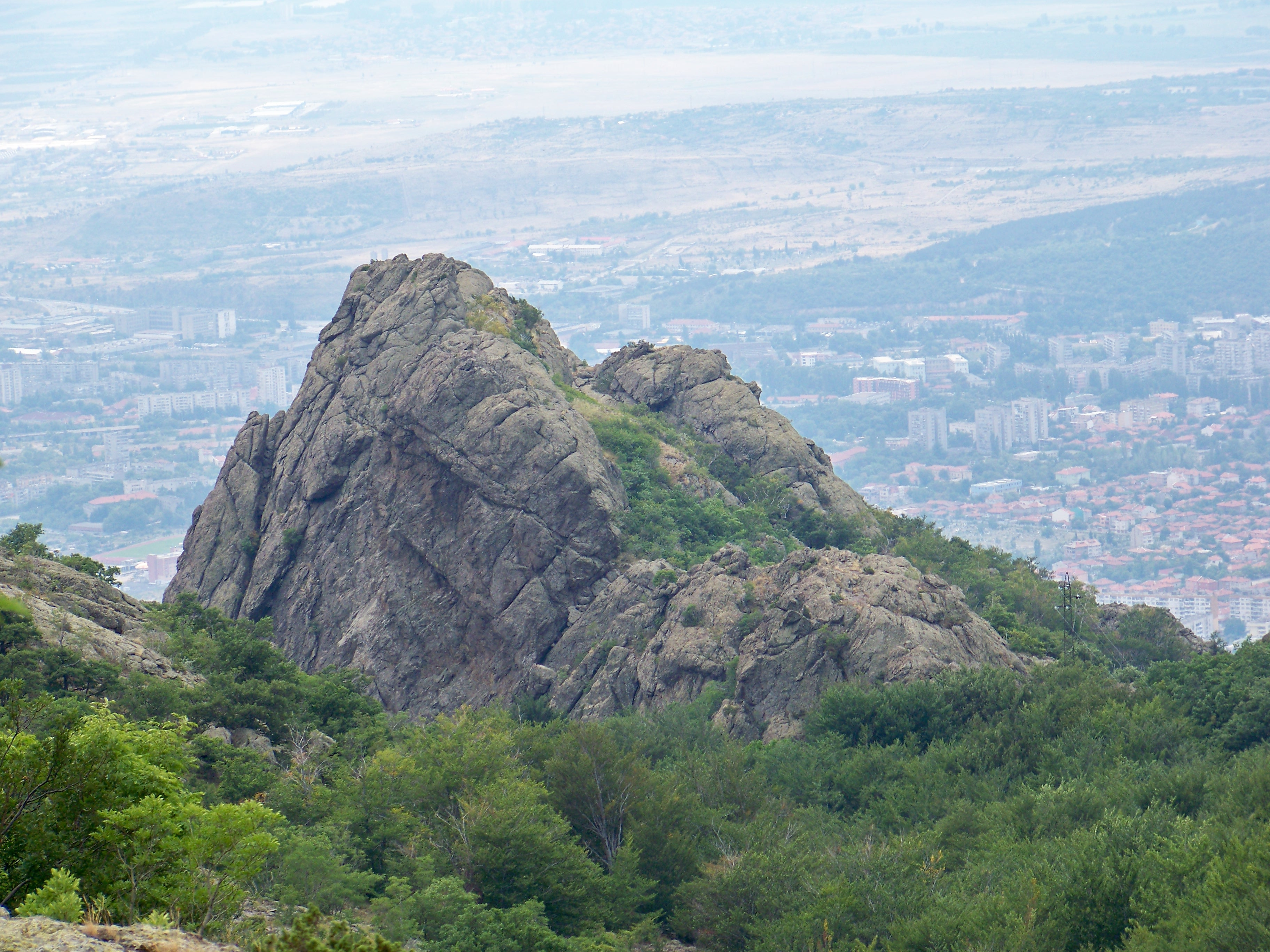
«Блакитні камені» і біля підніжжя — місто Сливен

Сливен розташований на південних схилах Сливенської планини, з якої починається східна частина гірського масиву Стара Планина. Межі Сливенської Планини визначаються перевалами «Вратник» і Сливенський прохід. Для неї характерні круті й скелясті схили, а також глибокі урвища. Найвища вершина гірського масиву — гора Болгарка (1181 м). На території гірського масиву на північ від міста розташований природний парк «Блакитні камені», який охоплює площу в майже 11,5 тис. га.

### Клімат
Місто потрапляє в зону перехідного континентального клімату і географічно розташоване на суббалканський рівнині. Є яскраво виражена сезонність — зима м'яка, літо відносно тепле, осінь довша весни.
| Клімат (2002-2013)                         | Клімат (2002-2013) | Клімат (2002-2013) | Клімат (2002-2013) | Клімат (2002-2013) | Клімат (2002-2013) | Клімат (2002-2013) | Клімат (2002-2013) | Клімат (2002-2013) | Клімат (2002-2013) | Клімат (2002-2013) | Клімат (2002-2013) | Клімат (2002-2013) | Клімат (2002-2013) |
| Показник                                   | Січ.               | Лют.               | Бер.               | Квіт.              | Трав.              | Черв.              | Лип.               | Серп.              | Вер.               | Жовт.              | Лист.              | Груд.              | Рік                |
| Середній максимум, °C                      | 6,7                | 8,5                | 13,0               | 18,5               | 24,0               | 28,1               | 30,8               | 31,3               | 26,1               | 19,5               | 13,6               | 7,7                | 19,0               |
| Середня температура, °C                    | 2,3                | 3,5                | 8,2                | 13,4               | 18,7               | 23,2               | 25,2               | 25,6               | 20,9               | 14,7               | 9,6                | 3,7                | 14,3               |
| Середній мінімум, °C                       | −0,5               | 0,6                | 3,5                | 8,7                | 12,7               | 17,0               | 19,0               | 19,2               | 15,0               | 10,2               | 5,6                | 1,1                | 9,3                |
| Середня кількість сонячних годин на місяць | 94                 | 122                | 171                | 213                | 264                | 293                | 327                | 319                | 232                | 191                | 123                | 87                 | 2441               |
| Норма опадів, мм                           | 46                 | 41                 | 31                 | 50                 | 67                 | 66                 | 54                 | 37                 | 32                 | 43                 | 61                 | 59                 | 587                |
| ------------------------------------------ | ------------------ | ------------------ | ------------------ | ------------------ | ------------------ | ------------------ | ------------------ | ------------------ | ------------------ | ------------------ | ------------------ | ------------------ | ------------------ |
| Джерело: weatheronline.co.uk               |                    |                    |                    |                    |                    |                    |                    |                    |                    |                    |                    |                    |                    |

## Історія

### Назва
Старі форми назви «Сливен» — це «Савуллен, Цойда, Туйда, Іслімі, Істліфанос, Селимно, Свилен, Сливно, Сливне».
Назву Слівно («Sliwno») можна побачити на етнологічній карті поширення еллінізмів, складену професором Георгіосом Сотеріадісом з Афінського університету. Вона починається з початку 20 століття, ймовірно, до 1916 року. У своїй книзі «Произходъ и значение на имената на нашитѣ градове, села, рѣки, планини и мѣста» Васил Миков пояснює походження назви міста від слова зі значенням «місце, де зливаються дві річки».

### Античність
Сліди найдавніших поселень на території м. Сливен датуються шостим тисячоліттям до нашої ери. У районі «Хісарлака» знаходили залишки примітивних кам'яних знарядь. Тут також були знайдені сліди фракійського поселення V—III ст. до н. е., включаючи фракійську кераміку та еллінські монети. Територія сучасного міста Сливен була заселена фракійськими племенами астів, кабелів та алеттів. Їхня незалежність існувала аж до часу Філіпа Македонського і Олександра Великого, які їх підкорили, але ненадовго. У цей же період через Сливен проходять перси, кельти і бастарни.
У 2 ст до н. е. римські завоювання починаються у Фракії, Північно-східній Фракії. Сливенський регіон став частиною Римської імперії, можливо, приблизно в 72 — 71 рр. до н. е. У 46 р. до н. е. територія міста входить до складу новоствореної римської провінції Фракія.

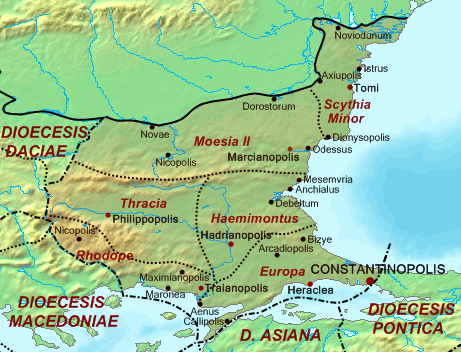
Діоцезіс Фракія

Новий етап окупації Хісарлика є початком нової ери — II—IV століття. З цього періоду були знайдені і перші письмові джерела імені тодішнього селища — Туйда чи Суйда і Цойда. Назва, швидше за все, фракійського походження з неясним досі значенням. Воно згадується Хієрокалом, який визначає його як один з чотирьох міст східноримської провінції Гемімонт, створеної в рамках діоцезу Фракії при Діоклетіані. Для цілей цього міста побудована римська дорога. У написі початку 3 століття селище називалося «ринком» і, ймовірно, збігалося з територію міста Августа Траяна (сьогодні Стара Загора). Знайдені святині Зевса і Аполлона, які відкриті на її території. Після переселення столиці Римської імперії в Константинополь селище було укріплене фортецею, побудованою на пагорбі. Використовується техніка з трирядними цегляними стрічками та опорами підвіконь, які закінчувалися арками з цегли. Існував також таємний прохід до річки на захід.
Фортеця уникнула вторгнення готів у 378 р., але була зруйнована гунами протягом 5-го століття. Воно воскресло під час імператора Анастасія I (491—518), нова фортеця зберегла старий план, але була значно зміцнена. Цегляні пояси вже п'ятирядні, до східних і південних стін додаються кам'яні сходи. Також почалося будівництво додаткового брандмауера на відстані одного метра і вісімдесят сантиметрів за межами головного.
В інтер'єрі старовинної фортеці, біля східної стіни, знайдені залишки базиліки з баптистерією, що функціонувала в V—VI ст.
Її було зруйновано, ймовірно, гунами і відновлено під час Юстиніана I. На південь від фортеці в сучасному Новосельському кварталі було відкрито велику церкву, яка була побудована у 5 столітті і розширена у 6 ст. і в околицях. З «Списку Епіфанів» зрозуміло, що місто Туйда / Цойда було резиденцією єпископа, підпорядкованого Адріанопольській єпархії. Остання пов'язане також з цікавим фактом, що до цього часу єпископське місце було більшим і найбагатшим містом Кабіле. Туйда перестає існувати коло 598, коли воно знову знищене, швидше за все, аварами і слов'янами. Існує гіпотеза, що це сталося після великої битви між аварським і візантійським генералом Коменсіусом.

### Середньовіччя і османське ярмо
Сливенська область входила до території Першої Болгарської держави у 705 р. як частина району Загоре, наданого Тервелу відповідно договору з візантійським імператором Юстиніан II . На місці Туйди виникло старе болгарське поселення, ім'я якого невідоме. У ранніх болгарських поселеннях в місті Хисарлик палеоонитолог проф. Златозар Боєв знайшов кісткові залишки 14 видів дикої та свійської птиці. Птахівництво ґрунтувалося на вирощуванні домашньої курки (Gallus gallus f. Domestica) та домашнього гусака (Anser anser f. Domestica). Знахідки залишків великого яструба (Accipiter gentilis) припускає, що жителі села практикували полювання з підготовленими хижими птахами. Це є непрямим доказом їх високого матеріального стану.
Місто продовжує існувати після знищення Першої Болгарської держави. У середині 10 століття Сливен ненадовго перебував у володінні печенігів, після чого почався спад. У 1153 році Сливен вперше згадується в його поточній назві арабським географом Аль-Ідрісі, який писав, що він «знаменитий ще в давнину».Фортеця була покинута і перестала використовуватися як оборонна споруда в 13 столітті.
Під час Другої Болгарської держави, місто є центром духовного життя. Навколо було побудовано 24 монастирі, які утворили комплекс під назвою «Маленька Афонська гора».
Під час османського вторгнення середньовічне місто і фортеці були зруйновані, а в 1388 році монастирі були спалені. Доповідь про Сливен під ім'ям Іслімі є в турецьких записах 1609 і 1668 роках.
У 1668 році в записці Маше Алевіра Назіра зазначається, що Сливен є єврейським центром. Станом на 1859 р. в Сливені проживає 30 єврейських сімей, існує синагога і єврейська школа.

### Відродження

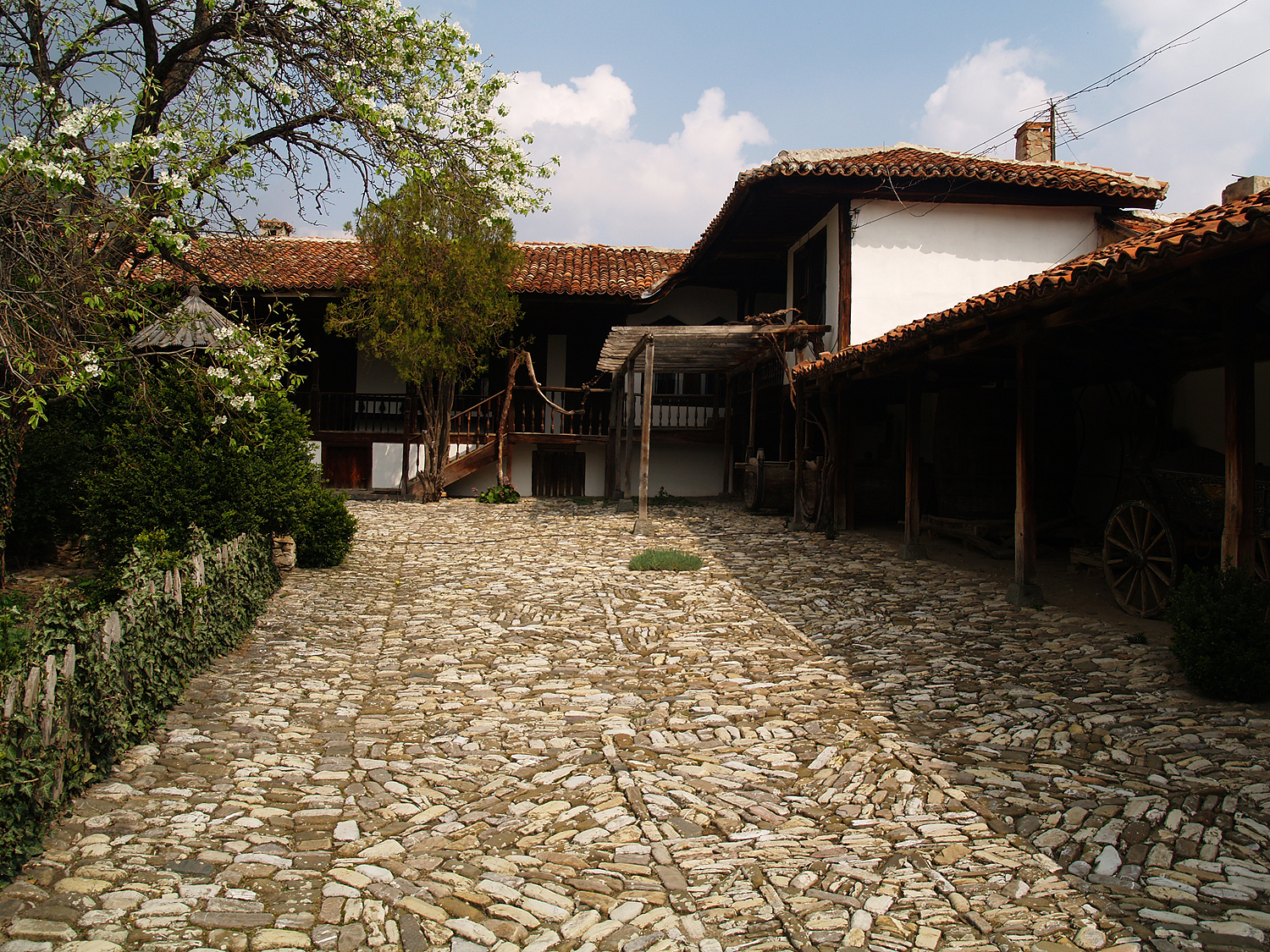
Музей «Сливенський побут»

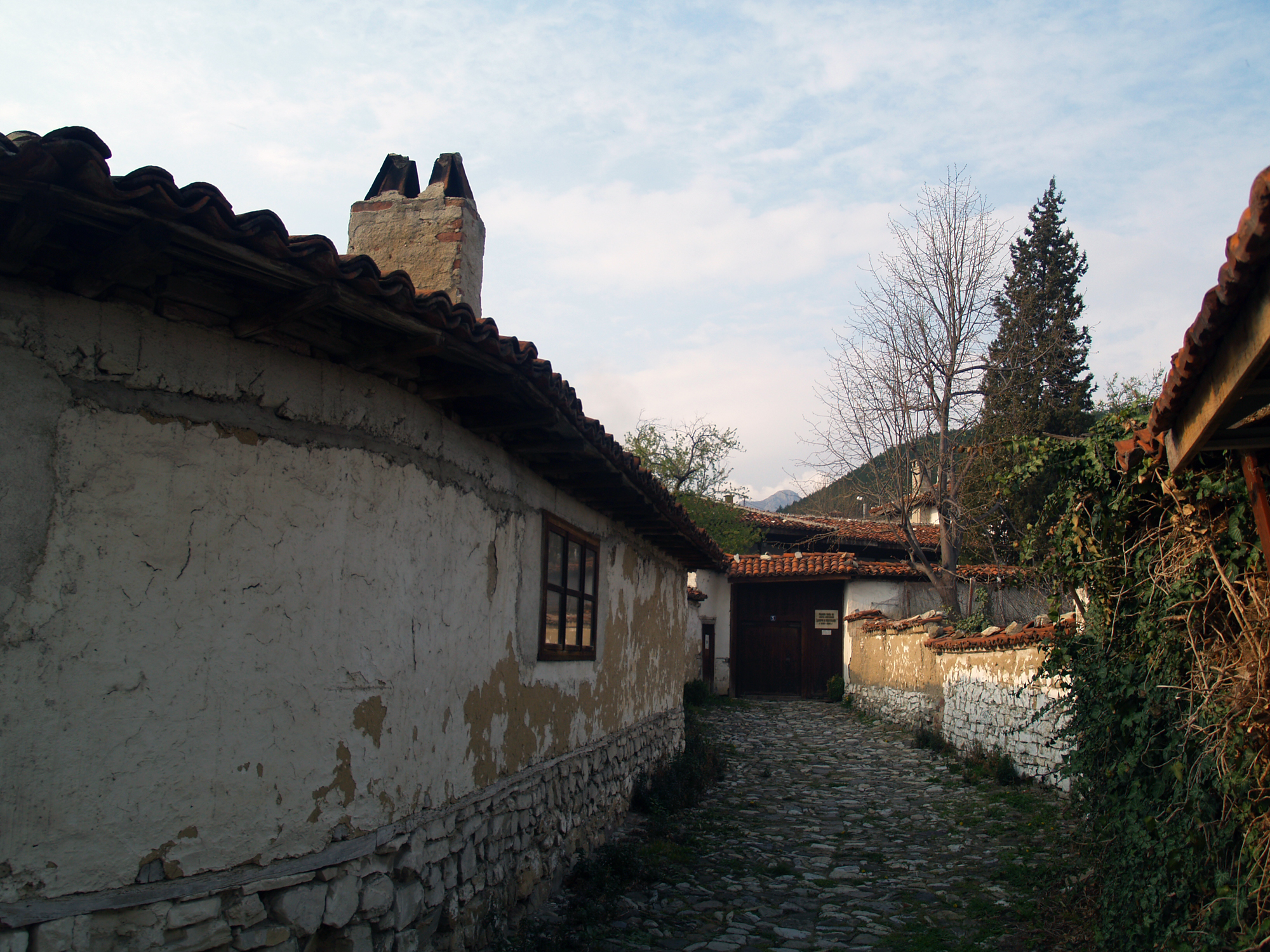
Музей «Добри Чинтулов»

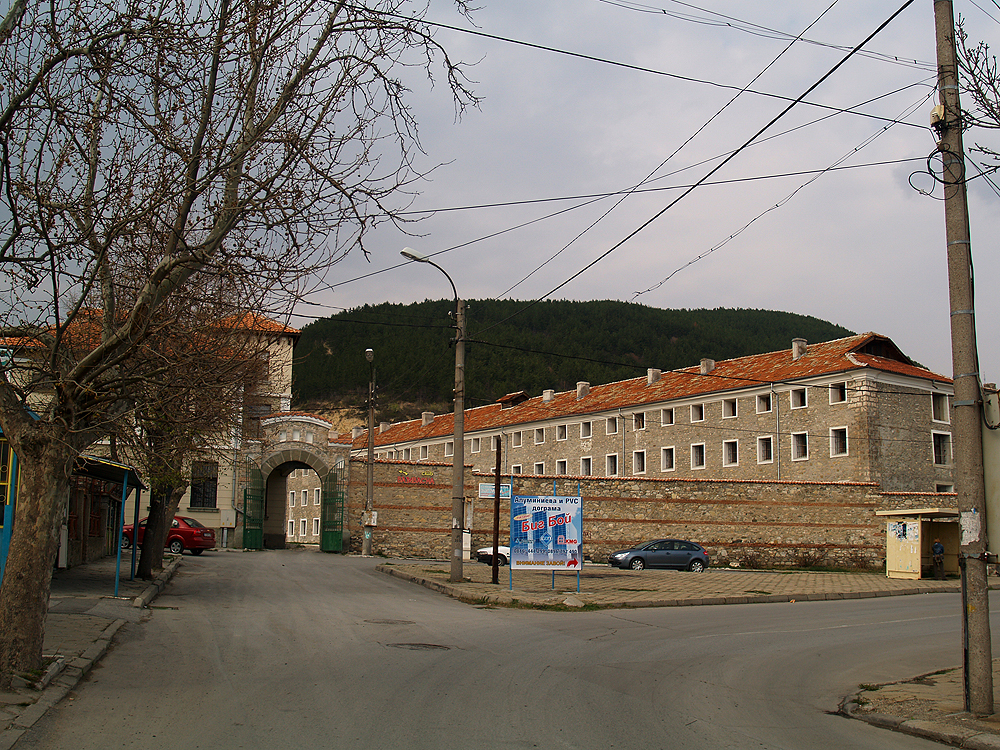
Історичний музей — Сливен

Місто стає зосередком сильного гайдукського руху проти османських завойовників і відоме як «місто сотень воєвод». У 17 столітті Сливен розвивався як ремісничий центр і прославився виробництвом рушниць, пістолетів, залізних інструментів. У епоху Відродження Слівен є важливим торгово-ремісничим і культурно-освітнім центром. Міський район поділяється на житловий, торговельно-ремісничий і адміністративний. Засновником болгарської театральної діяльності є народний і культурний діяч, що народився в Сливені, який написав першу п'єсу в болгарський історії — Міхал Мишкоєд. У 1813, 1843 рр. у м. Сливен було створено першу текстильну фабрику в межах Османської імперії на чолі з Добри Желязковим. Друга була відкрита у 1864 році, а в 1872 році створили спиртову фабрики і тютюнову.
Під час російсько-турецької війни (1828—1829) Сливен був звільнений генералом Іваном Дибичем-Забалянським. Після взяття Сливена відбулися масові розправи проти мусульманського населення і осквернення мечетей, в яких брали участь як болгарські, так і російські солдати, а також натовпи місцевих жителів. Після закінчення війни тут було відкрито перше російське консульство, після виведення російських військ на південь емігрувало понад 15 тисяч людей і лише 2 — 3 тис. болгар залишаються в місті.
Під час квітневого повстання Сливен є центром Другого революційного округу.

### Сливен після визволення
У 1884 р. населення міста становило 20 248 жителів, а в 1934 р. — 30 600.

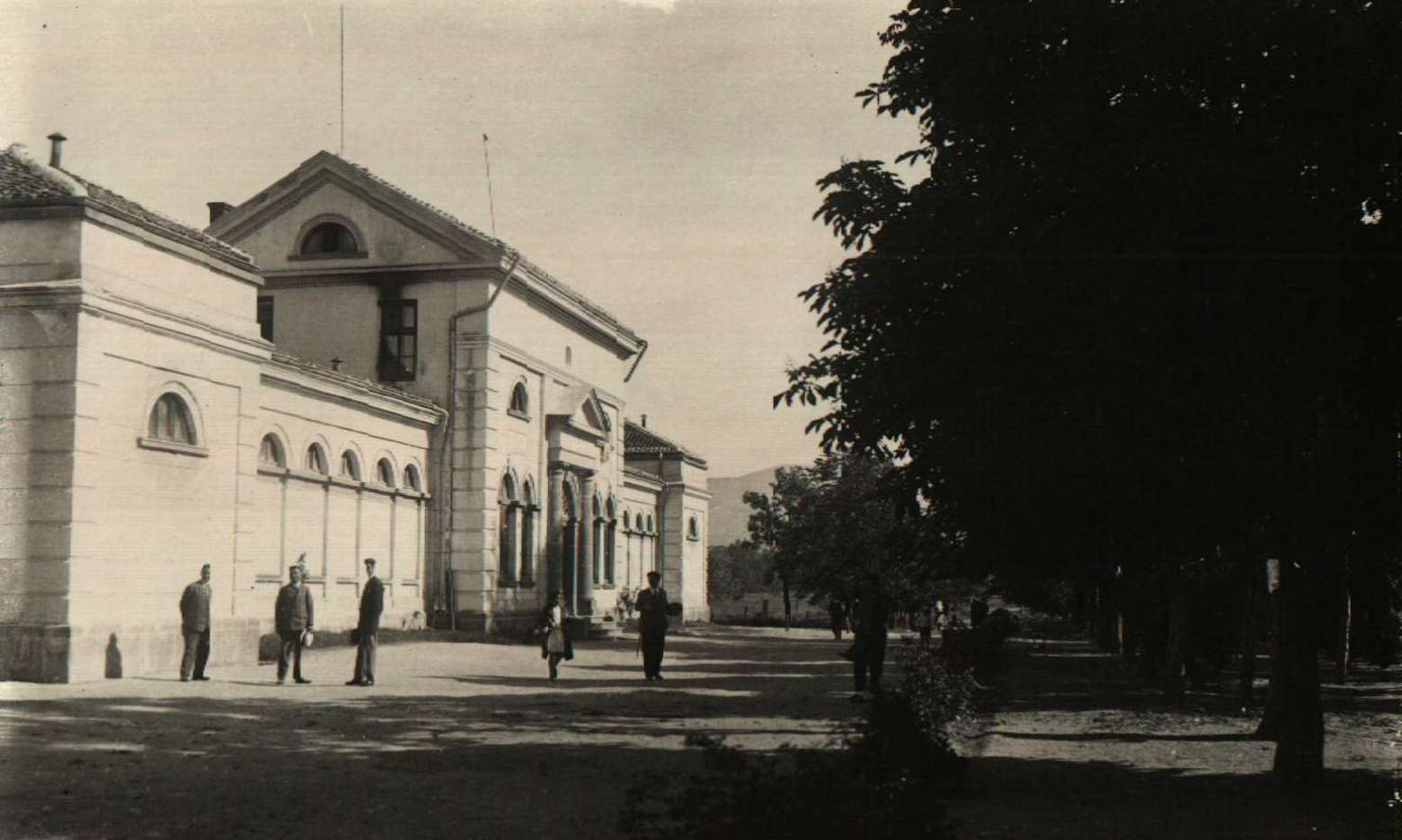
Будинок мінеральниї ванн у Сливені, 1930 р.

Від початку промислової революції на болгарських землях до початку соціалістичної економіки промисловість зосереджена в північних частинах міста — в ущелинах річок, що протікають через нього.
Нова влада поступово починає консолідувати існуючі заводи і будувати нові, причому промисловість зосереджується навколо новоствореної станції. Свого часу в промисловості зайнято 20 тис. робітників, половина з яких — в текстильній промисловості — шерстяні і бавовняні фабрики. Друга — харчова промисловість, третя — машинобудування (ЗММ — Сливен, завод «Динамо» та ін.)
Населення зростає, в 1946 р. налічує 34 291 жителів, у 1956 р. — 46 383 , а в 1975 р. — 90 137.

## Релігія

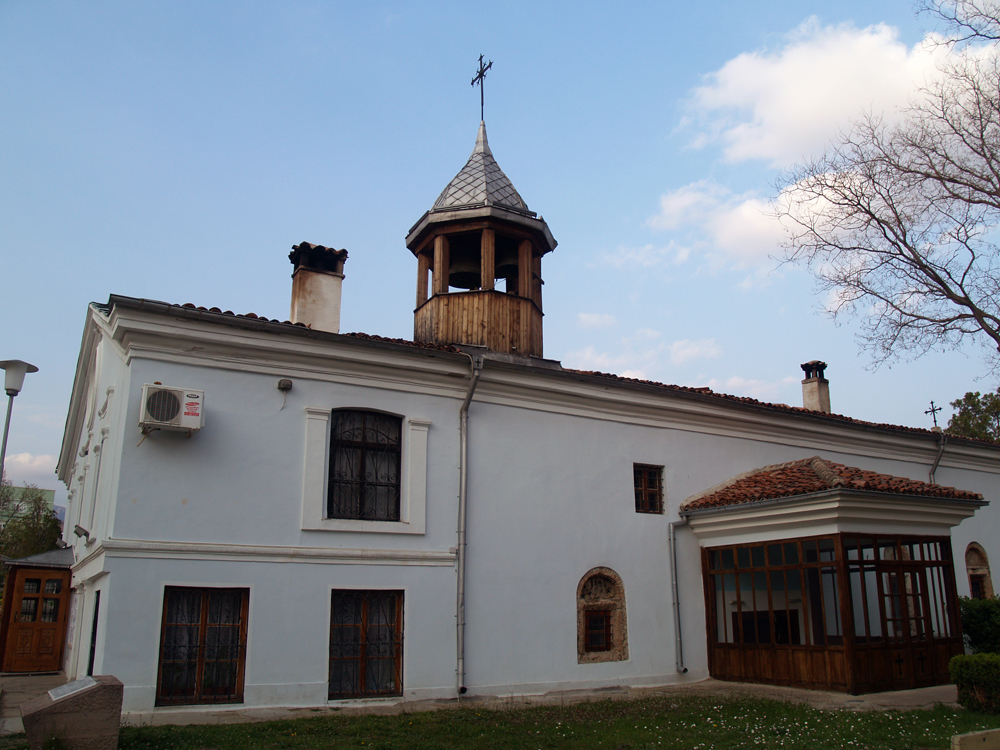
Храм «Св. Димитр» в Сливені

У Сливені переважає християнська релігія. На неї припадає 4/5 респондентів. З них православних —(76,67 %, за ними йдуть протестанти (4,32 %) та католики (0,46 %). Як мусульманів ідентифіковано 2,84 % рреспондентів. Інші або не ідентифікували себе, або вказали, що вони нерелігійні.
У місті діє євангельська церква.

## Економіка та інфраструктура

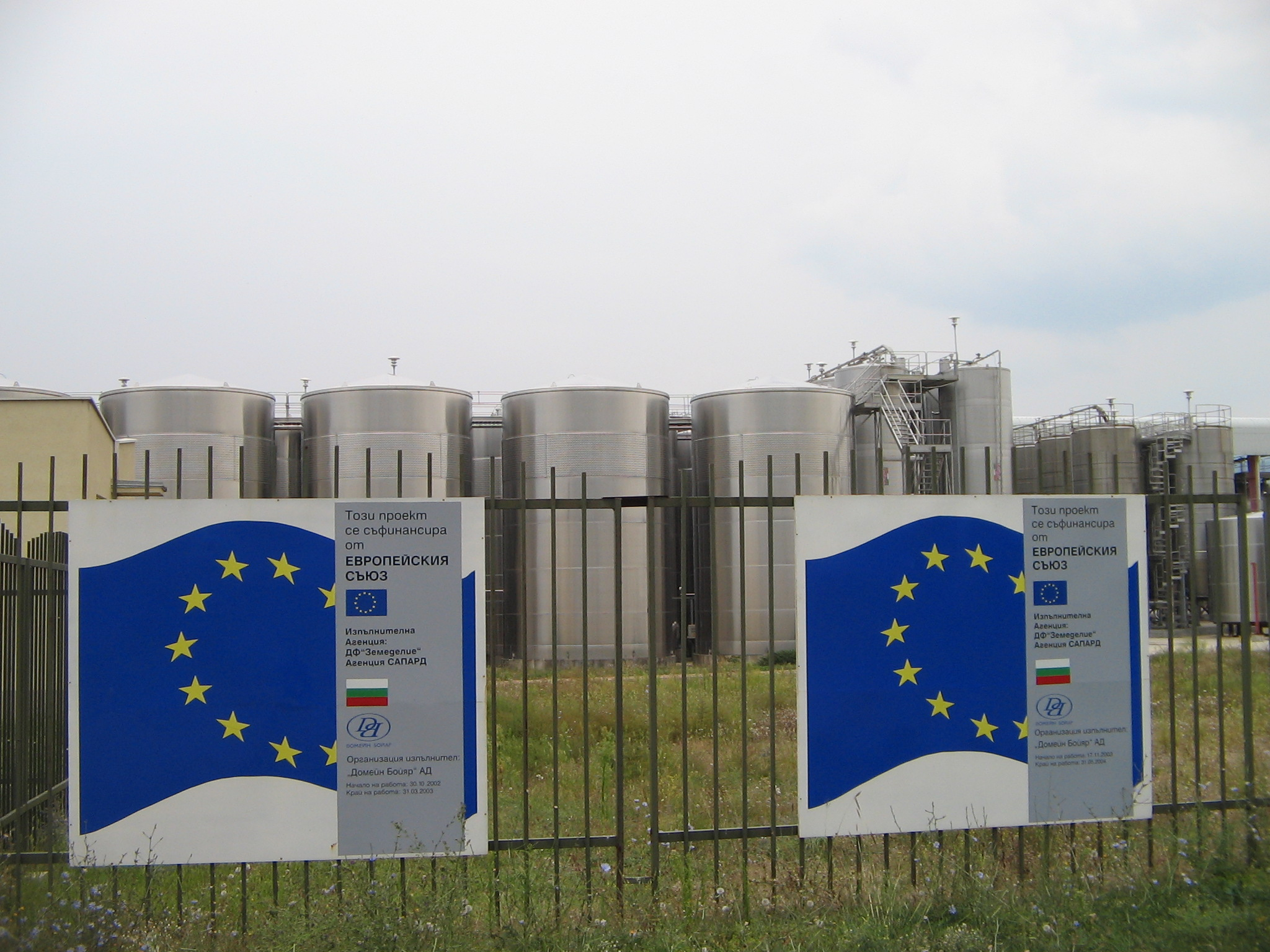
Фабрика по виробництву
вина „Домейн Бояр“

### Промисловість
У Сливені легка промисловість переважає над важкою промисловістю. У минулому був відомий як головний центр текстильної промисловості. Традиції в цій галузі зберігаються. Сьогодні[коли?] основними промисловими товарами є вовняні нитки, килими, покриття для підлоги, махрові тканини та шкарпетки. Друге місце займає виробництво продуктів харчування — виноробство, переробка молока, м'ясна продукція, плодоовочева консервація, переробка та упаковка горіхів.
У місті виробляють верстати для буріння, деревообробні верстати, металорізальні машини, сільськогосподарську техніку. На заводі «Язаки Болгарія» виробляються електричні установки для збирання фургонів, на яких працює близько 1500 чоловік.

### Сільське господарство

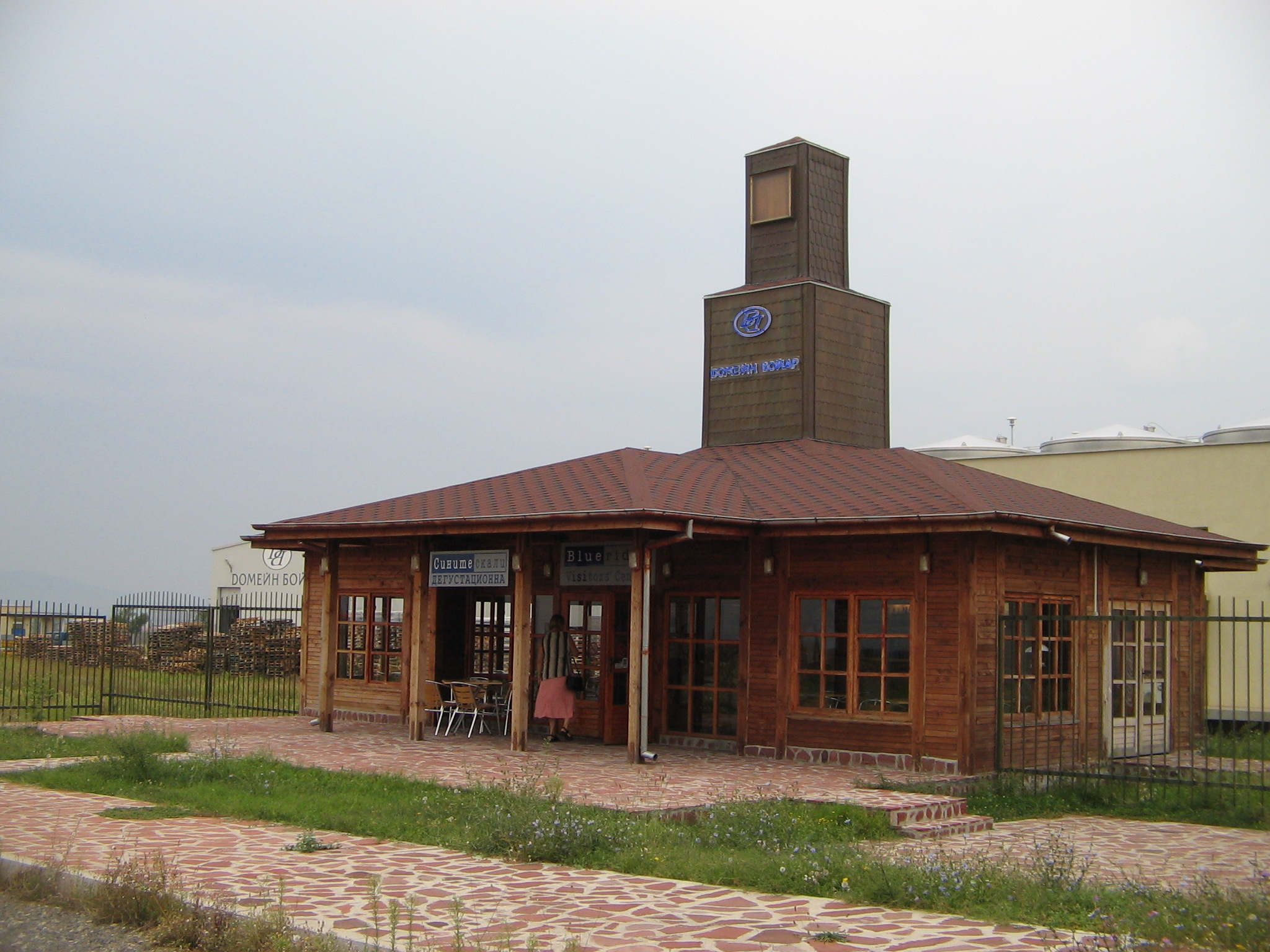
Винна крамниця

Землі сільськогосподарського призначення займають 1827 тис. га, з яких 257 тис. га. — поливні. Рослинництво забезпечує виробництво продукції, необхідної для харчування населення і основної сировини для переробки рослин і продуктивного тваринництва. Вирощуються зернові культури (більше половини орної землі в районі), виноградні лози і персики. Великі площі навколо міста відомі під загальною назвою «Долина персиків». Тваринництво є другим основним підсектором сільського господарства в області — головним чином, розведення ВРХ і свинарство.

## Освіта та наука
У Сливені функціонує уніфікована база Технічного університету (Софія). До його складу входить інженерно-педагогічний факультет, до складу якого входять чотири кафедри, і Коледж Сливен, до складу якого входять один факультет і один відділ. Функціонують сім професійних гімназії і три профільовані. На території міста функціонують 8 початкових і 4 середні школи, а також Сливенський Софійський університет «Аргира Жечкова».

## Культура

### Театри
Театральні традиції в Сливені почалися 140 років тому, коли в місті відкрилася перша театральна сцена. Перша професійна театральна студія була заснована в 1918 році в читальні «Зоря». Сьогодні Драматичний театр ім. Стефана Кирова — професійний державний театр. Новий театральний корпус був побудований в 1986 і має великий зал (484 місця), камерний зал (121 місце), просторе фоє на двох рівнях з баром для глядачів, адміністративну частину. У 2008 році театр святкував своє 90-річчя.
Державний театр ляльок Сливена був створений у 1961 році, розташований у відреставрованому будинку колишнього балканського кіно в 80-х роках ХХ століття.

### Музеї
- Сливенський історичний музей «Симеон Табаков»[12]
- Будинок-музей Хаджи Димитара[13]
- Національний музей текстильної продукції[14]
- Будинок-музей «Добри Чинтулов»
- Будинок-музей Сливенського міського мистецтва XIX століття[15]

### Галереї
- Зал Сирака Скитника
- Художня галерея Димитара Добровича
- Галерея «Травень»

### Медіа
Друковані видання представлені газетами «Новини Сливена» та «Сливен сьогодні і завтра».

## Уродженці
- Десислава Божилова —болгарський міжнародний рефері зі снукеру.
- Димитар Добрович (1816—1905) — болгарський художник.
- Добрі Желязков (1800—1865) — болгарський підприємець.
- Йордан Кювлієв (1877—1910) — болгарський живописець.
- Георгій Николов (1898—1945) — болгарський військовий.
- Асен Траянов (1885—1940) — болгарський військовий інженер та венесуельський картограф.